# Куммеров, Хансхайнрих
Хансхайнрих Куммеров (нем. Hansheinrich Kummerow, также Ханс Генрих Куммеров нем. Hans-Heinrich Kummerow; 27 февраля 1903 года, Магдебург, Германия — 4 февраля 1944 года, Галле, Германия) — учёный, инженер, доктор технических наук, антифашист, член движения Сопротивления во время Второй мировой войны, член организации «Красная капелла».

## Биография
Ханс Генрих Куммеров родился 27 февраля 1903 года в Магдебурге, в Германской империи. Он был сыном профессора Генриха Куммерова и Адель Лежен. Обучался в школах Магдебурга, Познани и Берлина. В 1921 году получил аттестат зрелости. С летнего семестра того же года, в течение трех семестров изучал музыку. 16 октября 1922 года поступил на факультет Университета им. Гумбольдта в Берлине, где изучал математику в течение семестра, но потом в 1923 году перешел в Техническую Академию в Берлин-Шарлоттенбурге. В 1927 году завершил своё обучение по, получив диплом инженера со специализацией в области физической химии и электрохимии. Как помощник лектора, работал в Институте физической химии и электрохимии в Технической Академии, где 13 июля 1929 года защитил диссертацию у Макса Фольмера на тему «Термическое разложение окиси азота» и получил степень доктора технических наук. Дополнительным экспертом на его защите был Карл Андреас Хофман.
Хансхайнрих работал главным инженером в «Gasglühlicht-Auer-Gesellschaft» до 27 октября 1932 года, откуда перешел в компанию «Loewe-Radio-AG» в Берлине.
24 октября 1936 года женился на Ингеборг Пиккер, которая стала его научным секретарем. От неё у него родились двое детей: Томас и Штефан.
Хотя он не участвовал в политической жизни страны, после захвата нацистами власти в Германии, присоединился к организованной Гансом Коппи и Эрхардом Томфором коммунистической группе движения Сопротивления, разрабатывавшей акты саботажа на предприятиях военной промышленности. Хансхайнрих добровольно сотрудничал с советской разведкой, передавая важную научную и техническую информацию. После нападения на СССР, он присоединился к берлинской группе движения Сопротивления, организованной Харро Шульце-Бойзеном и Арвидом Харнаком, через которых передавал информацию в Москву.
По данным Berliner Morgenpost «инженер Хансхайнрих Куммеров в 1942 году планировал покушение на нацистского министра пропаганды» Йозефа Геббельса..

### Арест и казнь
В ноябре 1942 года был арестован гестапо. 18 декабря того же года Имперский военный трибунал признал его виновным в государственной измене и приговорил к высшей мере наказания. 4 февраля 1944 года Хансхайнрих Куммеров был обезглавлен в Галле.
Его жена, Ингеборг Куммеров, тоже была арестована гестапо и в январе 1943 года приговорена к смертной казни. Приговор привели в исполнение 5 августа 1943 года в тюрьме Плёцензее, в Берлине..

### Память
В 1969 году СССР посмертно наградил Ханса Генриха Куммерова Орденом Красного Знамени.